# Сезон ФК «Карпати» (Львів) 1975
| «Карпати» (Львів) у сезоні 1975 | «Карпати» (Львів) у сезоні 1975                              |
| ------------------------------- | ------------------------------------------------------------ |
| Ліга                            | Вища ліга                                                    |
| Місце в лізі                    | 6                                                            |
| Раунд у Кубку                   | 1/8                                                          |
| Старший тренер                  | Ернест Юст                                                   |
| Тренер                          | Борис Рассихін                                               |
| Начальник команди               | Л. К. Зенченко                                               |
| Стадіон                         | «Дружба» (Львів)                                             |
| Капітан                         |                                                              |
| Найбільше матчів у лізі         | Олександр Ракитський, Володимир Данилюк, Роман Хижак — по 30 |
| Найкращий бомбардир у лізі      | Володимир Данилюк — 12                                       |

Сезон «Карпат» (Львів) 1975 — тринадцятий сезон «Карпат» (Львів). Команда у вищій лізі посіла 6-е місце серед 16 команд, у Кубку СРСР в 1/8 фіналу поступилася в гостях у додатковий час єреванському «Арарату» 0:1.

## Головні події
«Карпати» вперше за свою історію ввійшли до чільної шістки, вперше забили більше голів, ніж пропустили, а бомбардири Данилюк і Хижак — серед найкращих у чемпіонаті. Львів'яни двічі зіграли внічию (2:2) з чемпіоном — київським «Динамо».

## Чемпіонат
| Місце | Клуб                       | «Карпати» — клуб | «Карпати» — клуб | І  | В  | Н  | П  | М     | О  |
| Місце | Клуб                       | удома            | у гостях         | І  | В  | Н  | П  | М     | О  |
| ----- | -------------------------- | ---------------- | ---------------- | -- | -- | -- | -- | ----- | -- |
| 1.    | «Динамо» (Київ)            | 2:2              | 2:2              | 30 | 17 | 9  | 4  | 53-30 | 43 |
| 2.    | «Шахтар» (Донецьк)         | 0:0              | 0:2              | 30 | 15 | 8  | 7  | 45-23 | 38 |
| 3.    | «Динамо» (Москва)          | 0:1              | 0:1              | 30 | 13 | 12 | 5  | 39-23 | 38 |
| 4.    | «Торпедо» (Москва)         | 1:0              | 1:2              | 30 | 13 | 8  | 9  | 42-33 | 34 |
| 5.    | «Арарат» (Єреван)          | 2:0              | 0:1              | 30 | 15 | 4  | 11 | 40-38 | 34 |
| 6.    | «Карпати» (Львів)          |                  |                  | 30 | 11 | 10 | 9  | 36-28 | 32 |
| 7.    | «Дніпро» (Дніпропетровськ) | 1:0              | 1:1              | 30 | 10 | 11 | 9  | 33-30 | 31 |
| 8.    | «Динамо» (Тбілісі)         | 3:2              | 0:1              | 30 | 11 | 9  | 10 | 32-32 | 31 |
| 9.    | «Зоря» (Ворошиловград)     | 0:0              | 1:1              | 30 | 10 | 11 | 9  | 32-37 | 31 |
| 10.   | «Спартак» (Москва)         | 2:0              | 1:2              | 30 | 9  | 10 | 11 | 27-30 | 28 |
| 11.   | «Локомотив» (Москва)       | 0:0              | 0:1              | 30 | 7  | 12 | 11 | 28-33 | 26 |
| 12.   | «Чорноморець» (Одеса)      | 3:1              | 2:2              | 30 | 8  | 10 | 12 | 27-35 | 26 |
| 13.   | ЦСКА (Москва)              | 2:0              | 2:2              | 30 | 6  | 13 | 11 | 29-36 | 25 |
| 14.   | «Зеніт» (Ленінград)        | 1:0              | 2:3              | 30 | 7  | 10 | 13 | 27-42 | 24 |
| 15.   | «Пахтакор» (Ташкент)       | 2:0              | 1:1              | 30 | 8  | 7  | 25 | 31-44 | 23 |
| 16.   | СКА (Ростов-на-Дону)       | 3:0              | 1:0              | 30 | 4  | 8  | 18 | 23-50 | 16 |

### Статистика гравців
У чемпіонаті за клуб виступали 19 гравців:
| Футболіст            | Дата народження   | Ігри     | Голи     |
| Воротарі             | Воротарі          | Воротарі | Воротарі |
| -------------------- | ----------------- | -------- | -------- |
| Олександр Ракитський | 1 липня 1946      | 30       | 28п      |
| Захисники            |                   |          |          |
| Ростислав Поточняк   | 26 січня 1948     | 28       |          |
| Федір Чорба          | 24 січня 1946     | 27       | 2        |
| Роман Риф'як         | 19 жовтня 1952    | 25       |          |
| Валерій Сиров        | 1 вересня 1946    | 24       |          |
| Юрій Бондаренко      | 6 жовтня 1949     | 10       |          |
| Іван Герег           | 24 травня 1944    | 10       |          |
| Степан Крупей        | 9 лютого 1951     | 8        |          |
| Півзахисники         |                   |          |          |
| Лев Броварський      | 30 листопада 1948 | 29       | 3        |
| Ярослав Кікоть       | 8 червня 1949     | 29       | 3        |
| Остап Савка          | 4 квітня 1947     | 28       | 2        |
| Юрій Дубровний       | 15 квітня 1954    | 21       |          |
| Володимир Фурсов     | 8 квітня 1948     | 6        |          |
| Нападники            |                   |          |          |
| Володимир Данилюк    | 4 липня 1947      | 30       | 12       |
| Роман Хижак          | 26 вересня 1950   | 30       | 10       |
| Геннадій Лихачов     | 16 червня 1946    | 23       | 3        |
| Роман Гірник         | 1 листопада 1954  | 4        | 1        |
| Юрій Підпалюк        | 9 вересня 1952    | 3        |          |
| Нодар Бачіашвілі     | 1 лютого 1951     | 2        |          |

## Кубок СРСР
| Етап | Дата            | Господар          | Рахунок       | Гість             |
| ---- | --------------- | ----------------- | ------------- | ----------------- |
| 1/16 | 23 березня 1975 | «Карпати» (Львів) | 4:0           | «Нефтчі» (Баку)   |
| 1/8  | 6 квітня 1975   | «Арарат» (Єреван) | 1:0 (дод. ч.) | «Карпати» (Львів) |

## Турнір «Дружба»
У липні-серпні 1975 року стадіон «Дружба» у Львові приймав міжнародний турнір клубних команд соціалістичних країн під назвою «Дружба». Брали участь 6 клубів із п'яти держав, «Карпати» у фіналі в серії післяматчевих пенальті вибороли перемогу над болгарською командою «Дунав». Підсумкові місця (у дужках — місце в національній першості 1974/75 або 1975):
1. «Карпати» Львів (6 місце);
2. АСА Тиргу-Муреш (2 місце);
3. «Дунав» Русе (4 місце);
4. «Дніпро» Дніпропетровськ (7 місце);
5. ВСС Кошице (8 місце);
6. «Локомотив» Лейпциг (8 місце).